# Международная ассоциация против болезненных экспериментов на животных
Международная ассоциация против болезненных экспериментов на животных, (англ. International Association Against Painful Experiments on Animals,  IAAPEA) — созданная в 1969 году негосударственная международная организация, чьей задачей является развитие гуманных методов исследования, альтернативных опытам на животных. Консультант Экономического и социального совета ООН.

## История создания
IAAPEA была сформирована в 1969 году Национальным антививисекционным обществом (NAVS). Целью создания Ассоциации стала координация действий противников вивисекции, направленная на развитие и поощрение не только заменяющих использование животных в опытах, но и более безопасных и надёжных методов экспериментирования. Леди Мюриэл Даудинг, ведущий британский гуманист, была одним из учредителей IAAPEA и оставалась её покровителем до самой смерти.
IAAPEA и созданная годом позже в Великобритании FRAME (англ. Fund for the Replacement of Animals in Medical Experiments) явили собой новое течение в движении против вивисекции — вместо борьбы за немедленный и полный запрет вивисекции они предложили постепенный отказ от опытов на животных за счёт разработки и внедрения альтернативных способов исследований, считая необходимым немедленное запрещение использования животных лишь там, где альтернативные методы уже существуют.
В сентябре 1978 года под давлением Генри Спиры в США и IAAPEA в Англии, а также при поддержке защитников животных в других странах Международная амнистия (Amnesty International) прекратила финансирование медицинских экспериментов на животных.
В 1979 году Ассоциация стала инициатором проведения ежегодного Международного дня лабораторных животных для консолидации усилий по их защите.

## Общие данные
В 1993 году IAAPEA насчитывала 57 филиалов в 28 странах и сеть индивидуальных представителей в 10 странах, где отсутствовали местные организации, работающие в данном направлении.
По мнению Ассоциации, недопустимы любые эксперименты на животных, причиняющие им боль, безотносительно целей опыта.
IAAPEA — член Всемирного общества защиты животных.

### Поощрение и поддержка гуманных методов исследования
Для достижения своих целей Ассоциация реализует несколько инициатив, основной из которых является поощрение и поддержка гуманных методов исследования.
В рамках этой инициативы был, в частности, запущен проект Humane Research Donor Card, чтобы среди прочего обеспечить банки тканей человеческими материалами, доступными для исследования в любой момент, когда это необходимо, что, в свою очередь, сокращает число подопытных животных и затраты на исследования, а также обеспечивает более надёжные результаты и безопасность препаратов для человека. Проект был активно поддержан многими учёными, включая хирургов, невропатологов и исследователей лекарственных средств.
Ассоциация финансирует проведение и популяризацию альтернативных исследований в разных странах мира, в том числе поддерживая гуманное обучение в школах и вузах. Спонсирует научные семинары и симпозиумы. Так, например, IAAPEA является спонсором Международной организации за гуманное образование ИнтерНИЧ (International Network for Humane Education).
Для просвещения общества, политиков и СМИ о факторах ненадёжности результатов опытов на животных и преимуществах альтернативных методов Ассоциация издаёт International Charter for Health and Humane Research на английском, русском, испанском, португальском и итальянском языках.

### В России
В 2006 году Россию посетил генеральный секретарь IAAPEA, известный защитник прав животных Брайан Ганн. Он принял участие в проходившей в Москве пресс-конференции, посвященной жестокому обращению с животными. На конференции были продемонстрированы современные альтернативы опытам на животных, включая модели животных, муляжи, видеофильмы, компьютерные программы.
При участии IAAPEA, ИнтерНИЧ и российской организации Вита в октябре 2009 года в России и странах бывшего СССР был учреждён ежегодный День гуманного образования и альтернатив экспериментам на животных — 24 октября.
В 2010 году, вместе с Витой, ИнтерНИЧ, Британским союзом за отмену вивисекции и германской организацией Врачи против экспериментов на животных, IAAPEA стала организатором уникального школьного конкурса «Наука без жестокости», проводившегося в странах СНГ. Цель конкурса — информирование общества и школьников о нравственной проблеме использования животных в научных экспериментах, ознакомление их с существующими современными альтернативами опытам на животных, применяемым как в науке, так и учебном процессе. Церемония награждения победителей состоялась в Академии наук РФ. В конкурсе приняли участие учащиеся из 7 стран, 53 регионов и 105 городов содружества.